# Ligat ha'Al MVP
La Ligat ha'Al MVP è il premio conferito dalla Ligat ha'Al al miglior giocatore della stagione regolare.

## Vincitori

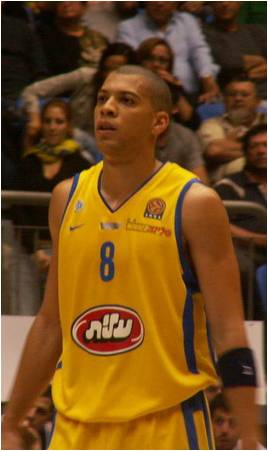
Anthony Parker con la maglia del Maccabi Tel Aviv

| Stagione  | Nazionalità | Giocatore            | Squadra                   |
| --------- | ----------- | -------------------- | ------------------------- |
| 1989-1990 | Israele     | Brad Leaf            | Hapoel Galil Elyon        |
| 1990-1991 | Stati Uniti | Dave Henderson       | Hapoel Tel Aviv           |
| 1991-1992 | Stati Uniti | Joe Dawson           | Hapoel Eilat              |
| 1992-1993 | Stati Uniti | David Thirdkill      | Hapoel Tel Aviv           |
| 1993-1994 | Stati Uniti | Norris Coleman       | Hapoel Gerusalemme        |
| 1994-1995 | Stati Uniti | Derrick Gervin       | Hapoel Gvat               |
| 1995-1996 | Giamaica    | Andrew Kennedy       | Hapoel Galil Elyon        |
| 1996-1997 | Israele     | Tomer Steinhauer     | Maccabi Ra'anana          |
| 1997-1998 | Israele     | Oded Kattash         | Maccabi Tel Aviv          |
| 1998-1999 | Jugoslavia  | Radisav Ćurčić       | Hapoel Gerusalemme        |
| 1999-2000 | Stati Uniti | Arriel McDonald      | Maccabi Tel Aviv          |
| 2000-2001 | Stati Uniti | Nate Huffman         | Maccabi Tel Aviv          |
| 2001-2002 | Israele     | Meir Tapiro          | Hapoel Gerusalemme        |
| 2002-2003 | Canada      | Charles Minlend      | Maccabi Giv'at Shmuel     |
| 2003-2004 | Stati Uniti | Anthony Parker       | Maccabi Tel Aviv          |
| 2004-2005 | Lituania    | Šarūnas Jasikevičius | Maccabi Tel Aviv          |
| 2005-2006 | Stati Uniti | Timmy Bowers         | Maccabi Giv'at Shmuel     |
| 2006-2007 | Stati Uniti | Lee Nailon           | Bnei HaSharon             |
| 2007-2008 | Stati Uniti | P.J. Tucker          | Hapoel Holon              |
| 2008-2009 | Stati Uniti | Doron Perkins        | Maccabi Haifa             |
| 2009-2010 | Israele     | Elishay Kadir        | Hapoel Gilboa Galil Elyon |
| 2010-2011 | Israele     | Gal Mekel            | Hapoel Gilboa Galil Elyon |
| 2011-2012 | Israele     | Lior Eliyahu         | Maccabi Tel Aviv          |
| 2012-2013 | Israele     | Gal Mekel (2)        | Maccabi Haifa             |
| 2013-2014 | Stati Uniti | Donta Smith          | Maccabi Haifa             |
| 2014-2015 | Israele     | Lior Eliyahu (2)     | Hapoel Gerusalemme        |
| 2015-2016 | Stati Uniti | Darryl Monroe        | Maccabi Rishon LeZion     |
| 2016-2017 | Israele     | John DiBartolomeo    | Maccabi Haifa             |
| 2017-2018 | Giamaica    | Sek Henry            | Maccabi Ashdod            |
| 2018-2019 | Stati Uniti | Corey Walden         | Hapoel Holon              |
| 2019-2020 | Israele     | Deni Avdija          | Maccabi Tel Aviv          |
| 2020-2021 | Stati Uniti | Casey Prather        | Hapoel Eilat              |
| 2021-2022 | Stati Uniti | Chinanu Onuaku       | Bnei Herzliya             |
| 2022-2023 | Stati Uniti | Zach Hankins         | Hapoel Gerusalemme        |
| 2023-2024 | Israele     | Roman Sorkin         | Maccabi Tel Aviv          |